# Syracuse Nationals 1951-1952
La stagione 1951-52 dei Syracuse Nationals fu la 3ª nella NBA per la franchigia.
I Syracuse Nationals vinsero la Eastern Division con un record di 40-26. Nei play-off vinsero la semifinale di division con i Philadelphia Warriors (2-1), perdendo poi la finale di division con i New York Knicks (3-1).

## Roster
| N°   | Naz.                   | Ruolo | Sportivo         | Anno | Alt. | Peso |
| ---- | ---------------------- | ----- | ---------------- | ---- | ---- | ---- |
| 3    | Stati Uniti (bandiera) | G     | George King      | 1928 | 183  | 88   |
| 4    | Stati Uniti (bandiera) | AC    | Dolph Schayes    | 1928 | 201  | 88   |
| 5    | Stati Uniti (bandiera) | GA    | Paul Seymour     | 1928 | 185  | 82   |
| 6    | Stati Uniti (bandiera) | C     | Noble Jorgensen  | 1925 | 206  | 103  |
| 7    | Stati Uniti (bandiera) | GA    | Billy Gabor      | 1922 | 180  | 77   |
| 9    | Stati Uniti (bandiera) | GA    | Don Savage       | 1928 | 191  | 93   |
| 10   | Stati Uniti (bandiera) | AC    | George Ratkovicz | 1922 | 198  | 100  |
| 13   | Stati Uniti (bandiera) | G     | Gerald Calabrese | 1925 | 185  | 79   |
| 15   | Stati Uniti (bandiera) | GA    | Al Cervi         | 1917 | 180  | 77   |
| 16   | Stati Uniti (bandiera) | AC    | Red Rocha        | 1923 | 206  | 84   |
| 17-8 | Stati Uniti (bandiera) | AC    | Wally Osterkorn  | 1928 | 196  | 98   |

## Staff tecnico
- Allenatore: Al Cervi